# Kaustby
Kaustby (finska: Kaustinen) är en kommun i landskapet Mellersta Österbotten i Finland, cirka 40 km inåt landet från Karleby. Kaustby har 4 196 invånare och har en yta på 361,12 km². Kommunen har en stor finskspråkig majoritet (98,1% mot 1,9% svenskspråkiga) och definieras därför enligt finsk språklag som enspråkigt finskt.
Kaustby och trakten däromkring är mest känd för sina spelmanstraditioner och den årliga, mer än veckolånga, folkmusikfestivalen i mitten av juli, Kaustinen Folk Music Festival. Det finns också folkmusikutbildning på gymnasienivå. Musikgymnasiet i Kaustby är ett av de första musikgymnasierna i Finland.
Vibergs är en gårdsgrupp i kommunen.

## Administrativ historik
1 januari 1994 tillfördes ett område med 1 invånare från Halso kommun.

## Politik

### Mandatfördelning i Kaustby kommun, valen 1976–2021
| 2 | 2 | 15 | 2 |

| 1 | 2 | 15 | 3 |

|  | 5 | 17 |  | 3 |

| 5 | 18 |  | 3 |

|  | 7 | 17 |  |  |

|  | 7 | 18 |  |

|  | 7 | 19 |

|  | 7 | 19 |

| 22 | 5 |

|  | 10 | 15 |  |

| 23 | 4 |

|  | 11 | 15 |

| 25 |

| 1 | 1 | 6 | 13 |

| 16 | 5 |

| 1 | 1 | 5 | 14 |

| 13 | 8 |

## Demografi

### Befolkningsutveckling
| Befolkningsutvecklingen i Kaustby kommun 1975–2020                                                           | Befolkningsutvecklingen i Kaustby kommun 1975–2020 | Befolkningsutvecklingen i Kaustby kommun 1975–2020 | Befolkningsutvecklingen i Kaustby kommun 1975–2020 | Befolkningsutvecklingen i Kaustby kommun 1975–2020 |
| --- | -------------------------------------------------- | -------------------------------------------------- | -------------------------------------------------- | -------------------------------------------------- |
| |                                                    |                                                    |                                                    |                                                    |
| År |                                                    |                                                    | Folkmängd                                          |                                                    |
| 1975 | 1975                                               |                                                    | 3 598                                              |                                                    |
| 1980 | 1980                                               |                                                    | 3 993                                              |                                                    |
| 1985 | 1985                                               |                                                    | 4 325                                              |                                                    |
| 1990 | 1990                                               |                                                    | 4 500                                              |                                                    |
| 1995 | 1995                                               |                                                    | 4 578                                              |                                                    |
| 2000 | 2000                                               |                                                    | 4 414                                              |                                                    |
| 2005 | 2005                                               |                                                    | 4 348                                              |                                                    |
| 2010 | 2010                                               |                                                    | 4 302                                              |                                                    |
| 2015 | 2015                                               |                                                    | 4 305                                              |                                                    |
| 2020 | 2020                                               |                                                    | 4 228                                              |                                                    |
| Anm: Uppgifterna avser förhållandena den 31 december nämnda år enligt områdesindelningen den 1 januari 2022. |                                                    |                                                    |                                                    |                                                    |

### Språk
Befolkningen efter språk (modersmål) den 31 december 2022. Finska, svenska och samiska räknas som inhemska språk då de har officiell status i landet. Resten av språken räknas som främmande. För språk med färre än 10 talare är siffran dold av Statistikcentralen på grund av sekretesskäl.
| Språk                        | Talare 2022-12-31 | Talare 2022-12-31 |
| Språk                        | Antal             | Andel (%)         |
| ---------------------------- | ----------------- | ----------------- |
| Hela befolkningen            | 4 198             | 100,0             |
| Inhemska språk totalt        | 4 109             | 97,9              |
| Finska                       | 4 033             | 96,1              |
| Svenska                      | 75                | 1,8               |
| Samiska                      | 1                 | 0,0               |
| Främmande språk totalt       | 89                | 2,1               |
| Estniska                     | 25                | 0,6               |
| Ukrainska                    | 19                | 0,5               |
| Thailändska                  | 11                | 0,3               |
| Ryska                        | 11                | 0,3               |
| Språk med färre än 10 talare | 23                | 0,5               |

|  | Finska (96,1 %) |

|  | Svenska (1,8 %) |

|  | Samiska (0,0 %) |

|  | Främmande språk (2,1 %) |

|  | Finska (96,1 %) |

|  | Svenska (1,8 %) |

|  | Samiska (0,0 %) |

|  | Främmande språk (2,1 %) |

## Kultur

### Musik
Gruppen JPP har sina rötter här.

### Idrott
I Kaustby finns det ett vintersportcenter.

### Kända personer från Kaustby
- Kreeta Haapasalo, kantelespelare
- Konsta Jylhä, spelman
- Mauno Järvelä, spelman
- Tuomo Puumala, politiker
- Ilmari Wirkkala, arkitekt och skulptör